# 米原警察署
米原警察署（まいばらけいさつしょ）は、滋賀県警察が管轄する警察署の一つである。

## 所在地
- 滋賀県米原市米原1092番地

## 管轄区域
- 米原市

## 沿革
- 1954年（昭和29年）7月：警察法改正により市警察から滋賀県警察に統合となる。
- 2005年（平成17年）11月：米原市立米原中学校跡地に新築、移転。

## 交番
（ ）の中は所在地
- 近江長岡交番（米原市長岡1131番地3）

## 警察官駐在所
（ ）の中は所在地
- 醒井警察官駐在所（米原市醒井630番地の1）
- 息長警察官駐在所（米原市能登瀬1328番地1）
- 坂田警察官駐在所（米原市宇賀野207番地2）